# 特種小浪花介
特種小浪花介（学名：Cytherella speciosa）为小浪花介科小浪花介屬下的一个种。